# The Barefoot Executive
The Barefoot Executive è un film per la televisione statunitense del 1995 diretto da Susan Seidelman.
È un film commedia della Disney con protagonisti Eddie Albert, Monica Allison e Nathan Anderson. È un remake di La TV ha i suoi primati (The Barefoot Executive) del 1971.

## Produzione
Il film, diretto da Susan Seidelman su una sceneggiatura di Tracy Newman, Jonathan Stark e Tim Doyle con il soggetto di Lila Garrett, Bernie Kahn e Stewart C. Billett, fu prodotto da Irwin Marcus e Joan Van Horn per la Walt Disney Television e girato nei Walt Disney Studios a Burbank e a Los Angeles in California.

## Distribuzione
Il film fu trasmesso negli Stati Uniti il 11 novembre 1995 sulla rete televisiva ABC
Alcune delle uscite internazionali sono state:
- in Portogallo (A Escolha do Macaco)
- in Brasile (O Chipanzé Mandachuva)
- in Francia (Pieds nus dans la jungle des studios)
- in Grecia (Xypolitos antiproedros)